# Episodi di Blade - La serie
La prima e unica stagione della serie televisiva Blade - La serie è stata trasmessa negli Stati Uniti dal 28 giugno al 13 settembre 2006 su Spike TV.
In Italia la stagione ha esordito il 4 aprile 2009 su FX con la prima parte dell'episodio pilota.
In Italia il 22 settembre 2008 la serie è stata distribuita in DVD da Eagle Pictures.
| nº | Titolo originale       | Titolo italiano   | Prima TV USA      | Prima TV Italia/Uscita DVD                 |
| -- | ---------------------- | ----------------- | ----------------- | ------------------------------------------ |
| 12 | Blade: House Of Chthon | La casa di Chthon | 28 giugno 2006    | 4 aprile 2009 (FX) 22 settembre 2008 (DVD) |
| 12 | Blade: House Of Chthon | Un'arma speciale  | 28 giugno 2006    | 22 settembre 2008 (DVD)                    |
| 3  | Death Goes On          | Cenere            | 5 luglio 2006     | 22 settembre 2008 (DVD)                    |
| 4  | Descent                | Giù negli inferi  | 12 luglio 2006    | 22 settembre 2008 (DVD)                    |
| 5  | Bloodlines             | Linea di sangue   | 19 luglio 2006    | 22 settembre 2008 (DVD)                    |
| 6  | The Evil Within        | La casa di Armaya | 26 luglio 2006    | 22 settembre 2008 (DVD)                    |
| 7  | Delivery               | Il parto          | 2 agosto 2006     | 22 settembre 2008 (DVD)                    |
| 8  | Sacrifice              | Sacrificio        | 9 agosto 2006     | 22 settembre 2008 (DVD)                    |
| 9  | Turn of the Screw      | Giro di vite      | 16 agosto 2006    | 22 settembre 2008 (DVD)                    |
| 10 | Angels and Demons      | Angeli e demoni   | 23 agosto 2006    | 22 settembre 2008 (DVD)                    |
| 11 | Hunters                | I cacciatori      | 30 agosto 2006    | 22 settembre 2008 (DVD)                    |
| 12 | Monsters               | La resa dei conti | 6 settembre 2006  | 22 settembre 2008 (DVD)                    |
| 13 | Conclave               | Conclave          | 13 settembre 2006 | 22 settembre 2008 (DVD)                    |

## La casa di Chthon / Un'arma speciale

Logo originale del primo episodio in due parti della serie

- Titolo originale: Blade: House Of Chthon
- Diretto da: Peter O'Fallon
- Scritto da: David S. Goyer e Geoff Johns

### Trama
A Mosca, Blade insegue un vampiro e scopre che Marcus Van Sciver (capo della setta della Casa di Chthon) è a Detroit. Nel frattempo a Detroit, Krista Starr (un'attraente Nightstalker), torna a casa dall'esercito e va alla ricerca del fratello gemello Zack Starr. Quando la famiglia viene informata che Zack è stato trovato morto, Krista identifica il cadavere e chiede informazioni al detective Det. Brian Boone, associato a Marcus Van Sciver, fornisce prostitute per nutrire i suoi vampiri. Krista incontra Blade e lavora insieme a lui cercando di catturare Marcus. Tuttavia, si espone troppo quando tenta di uccidere Marcus e quest'ultimo la rapisce.

## Cenere
- Titolo originale: Death Goes On
- Diretto da: Michael Robison
- Scritto da: David Simkins

## Giù negli inferi
- Titolo originale: Descent
- Diretto da: John Fawcett
- Scritto da: Adam Targum

## Linea di sangue
- Titolo originale: Bloodlines
- Diretto da: Felix Enriquez Alcala
- Scritto da: Geoff Johns

## La casa di Armaya
- Titolo originale: The Evil Within
- Diretto da: Michael Robison
- Scritto da: Daniel Truly

## Il parto
- Titolo originale: Delivery
- Diretto da: Alex Chapple
- Scritto da: Barbara Nance

## Sacrificio
- Titolo originale: Sacrifice
- Diretto da: David Straiton
- Scritto da: Chris Ruppenthal

## Giro di vite
- Titolo originale: Turn of the Screw
- Diretto da: Norberto Barba
- Scritto da: Barbara Nance

## Angeli e demoni
- Titolo originale: Angels and Demons
- Diretto da: Felix Enriquez Alcala
- Scritto da: Adam Targum

## I cacciatori
- Titolo originale: Hunters
- Diretto da: Brad Turner
- Scritto da: Geoff Johns

## La resa dei conti
- Titolo originale: Monsters
- Diretto da: Ken Girotti
- Scritto da: Daniel Truly

## Conclave
- Titolo originale: Conclave
- Diretto da: Alex Chapple
- Scritto da: David S. Goyer, Daniel Truly e Geoff Johns